# Liste der Monuments historiques in Sillars
Die Liste der Monuments historiques in Sillars führt die Monuments historiques in der französischen Gemeinde Sillars auf.

## Liste der Bauwerke
| Bezeichnung | Beschreibung | Standort                           | Kennzeichnung | Schutzstatus | Datum | Bild |
| ----------- | ------------ | ---------------------------------- | ------------- | ------------ | ----- | ---- |
| Dolmen      |              | Les Pièces de la Bassetière (Lage) | PA00105732    | Inscrit      | 1984  |      |